# Valeri Leontjev
Valeri Jakovlevitsj Leontjev (Russisch: Валерий Яковлевич Леонтьев) (Oest-Oesa, republiek Komi, 19 maart 1949) is een Russisch zanger van Komi afkomst. Hij staat bekend als een van de meest vooraanstaande kunstenaars van de Russische muziek. In de loop van zijn carrière nam hij meer dan 30 albums op waarvan er miljoenen exemplaren werden verkocht.

## Discografie
| Jaar | Album                | Vertaling                |
| ---- | -------------------- | ------------------------ |
| 1983 | Муза                 | Muze                     |
| 1984 | Диалог               | Dialoog                  |
| 1984 | Премьера             | Première                 |
| 1986 | Дискоклуб 16         | Discoclub 16             |
| 1986 | Бархатный сезон      | Fluwelen seizoen         |
| 1988 | Я — просто певец     | Ik ben gewoon een zanger |
| 1990 | Дело вкуса           | Een kwestie van smaak    |
| 1990 | Грешный путь         | Zondig pad               |
| 1993 | Полнолуние           | Volle maan               |
| 1993 | Ночь                 | Nacht                    |
| 1994 | У ворот Господних    | Aan de poort van de Heer |
| 1994 | Прикоснись           | Aanraken                 |
| 1995 | По дороге в Голливуд | Op weg naar Hollywood    |
| 1998 | Санта-Барбара        | Santa Barbara            |
| 1999 | Канатный плясун      | Koorddanser              |
| 1999 | Каждый хочет любить  | Iedereen wil liefhebben  |
| 2001 | Августин             | Augustinus               |
| 2003 | Кленовый лист        | Esdoornblad              |
| 2004 | Ночной звонок        | Bel in de nacht          |
| 2005 | падаю в небеса       | Ik val naar de hemel     |
| 2009 | Годы странствий      | Jaren van omzwervingen   |

- Bibliothèque nationale de France: cb170758120 (data)
- Gemeinsame Normdatei: 134443470
- International Standard Name Identifier: 0000 0000 5711 945X
- Library of Congress Control Number: no99022507
- Nationale Bibliotheek van Letland: 000272814
- MusicBrainz: 0d1e04f4-ddb6-4b66-8b0b-7f3b66f34d6e
- Virtual International Authority File: 79625123
- WorldCat: E39PBJg8Bq7RvGTdP4bYdqfXh3